# Psittacula longicauda
Psittacula longicauda е вид птица от семейство Psittaculidae. Видът е почти застрашен от изчезване.

## Разпространение
Видът е разпространен в Бруней, Индия, Индонезия, Малайзия, Мианмар, Сингапур и Тайланд.